# 4089 Galbraith
4089 Galbraith là một tiểu hành tinh vành đai chính với chu kỳ quỹ đạo là 1180.0986589 ngày (3.23 năm).
Nó được phát hiện ngày 2 tháng 5 năm 1986.